# Odal
Odal är en historisk arvsrättslig term för jord och gård som under flera generationer ägts av samma släkt. Vissa svenska landskapslagar inskränkte hur odaljord ärvdes och såldes. Odaljord skulle bevaras hel och odelad; den fick alltså inte säljas fritt och inte heller delas upp på flera arvingar. I modern svensk lagstiftning finns inte begreppet kvar. 
I Norge är odelsrett inskrivet i grundlagen och gäller fortfarande. Lagen har existerat som odels- og åseterett sedan 900-talet och innebär att äldsta barnet ärver. En person som tar över en gård på odelsrett i Norge kallas odelsbonde. 85 % av alla gårdar i Norge är odelsgårdar.
I svenska språket var odalman eller odalbonde en självägande bonde vars arvejord gått i arv i flera generationer. Begreppet står i motsats till arrenderande bönder (landbor), exempelvis kronobönder.
Odalgods var i 1734 års giftomålsbalk en term för ena makens enskilda egendom, i motsats till makarnas gemensamma egendom giftorättsgodset.
Odaljord var ett flertydigt begrepp:
- i motsats till allmänning betecknar odaljord enskilt ägd mark
- i motsats till jord som arrenderas av en åbo eller torpare betecknar odaljord det som odlas av ägaren själv eller dennes tjänstefolk
- i motsats till utägor och köpejord, den sammanhållna huvudgården

## Etymologi
Odal kommer från fornnordiska óðal besläktat med adel (urgermanska *óþalan), som betyder huvud i betydelsen huvudgård, eller bästa delen av ett hemman; ättens hemman. Odaljord var alltså huvudgården, eller om det fanns bara en gård, den bästa jorden på denna.

## Historik
”Odal” nämns på Norahällen i uppländska Danderyds socken (U 130), med texten: 
| ” | Han blev sviken på Finnheden. Gud hjälpe hans själ. Denna gård är deras odal och ättearv, Finnvidssönernas på Älgesta. | „ |

Riksantikvarieämbetet tolkar texten på det sättet att ”Odal och ättearv” betyder egendom som någon ärvt inom ätten. Björn och Olev hade alltså ärvt Nora, där runhällen finns, troligen av sin far. 
I romarrätten finns inte odalrätt, men en form fanns bland annat i Frankrike fram till 1791 (revolutionen), och i Sverige fanns formar för ”bördsrätt” fram till 1720 och 1861. I dag finns det fortfartande fideikommisser i Sverige som tillvaratar ättens arv.
Begreppet nämns också i den norska Frostatingslagen: "Ingen man får jord som odal förrän tre förfäder ägt den och den kommer under den fjärde utan avbrott."
Gulatingslagen är ännu skarpare, den kräver sex släktled istället för fyra. Den som föddes till sådan jord kallades odalboren, och han var till exempel berättigad till dubbelt så många böter som en vanlig bonde vid rättsmål. Odaljorden kunde heller inte säljas hur som helst, den var knuten till ätten och var nästan ett medeltida förstadium till fideikommiss-systemet. Därmed var odalbonden inte riktig ägare till jorden.
För att bevisa sin odalrätt var odalmannen tvungen känna till sina förfäder ända bak till sin farfars farfars far. För att komma ihåg detta fanns en (säkert inte helt okomplicerad) ramsa som kallades langfedgatal vilken man lärde redan som barn.
Även senare, när begreppet försvunnit, fanns fortfarande arvejord och köpejord.